# Insulele Baleare
Insulele Baleare (Illes Balears numele oficial în catalană, Islas Baleares în spaniolă) sunt un arhipelag în vestul Mării Mediterane, formând o comunitate autonomă din Spania. Capitala comunității autonome este Palma de Mallorca. Comunitatea autonomă este compusă dintr-o singură provincie, cu același nume.
Limbile oficiale sunt catalana și spaniola. Numele catalan, Illes Balears este folosit de guvernul spaniol.
Principalele insule sunt Mallorca, Menorca (Minorca), Ibiza (Eivissa) și Formentera, toate destinații turistice populare. O insulă mai mică este Cabrera.
Din punct de vedere istoric, insulele au fost cucerite pe rând de romani, vandali, bizantini, arabi și catalano-aragonezi. Menorca a fost o dependență britanică până în secolul XVIII.